# AJ Ginnis
Aléxandros Ioánnis Ginnís detto AJ (in greco Αλέξανδρος Ιωάννης Γκιννής?, in inglese Alexander John Ginnis; Atene, 17 novembre 1994) è uno sciatore alpino greco naturalizzato statunitense.

## Biografia
Nato ad Atene da madre greco-americana e padre greco, possiede entrambe le cittadinanze; originario di Vouliagmeni, si è formato sportivamente dapprima nella scuola di sci gestita dai genitori ad Arachova sul monte Parnaso, poi, a 12 anni, seguendo la famiglia in Austria e successivamente negli Stati Uniti d'America, dove ha frequentato la Green Mountain Valley School di Waitsfield, nel Vermont.

### Carriera sciistica
Specialista delle prove tecniche attivo dal dicembre del 2009, Ginnis nella prima parte della sua carriera ha gareggiato per la nazionale statunitense: in Nor-Am Cup ha esordito il 23 novembre 2013 a Loveland in slalom gigante, non qualificandosi per la seconda manche, e ha colto il primo podio il 4 dicembre 2014 a Copper Mountain in slalom speciale (3º). Ha debuttato in Coppa del Mondo il 22 dicembre 2014 a Madonna di Campiglio in slalom speciale, senza qualificarsi per la seconda manche, ai successivi Mondiali juniores di Hafjell 2015 ha vinto la medaglia di bronzo nella medesima specialità. Ai Mondiali di Sankt Moritz 2017, sua prima presenza iridata, è stato 9º nella gara a squadre; il 21 novembre 2019 ha conquistato a Copper Mountain in slalom speciale la prima vittoria in Nor-Am Cup.
Dopo aver patito vari infortuni al ginocchio destro ed essere stato estromesso dalle squadre nazionali statunitensi, nel 2020 ha optato per proseguire la carriera nella nazionale greca; ai Mondiali di Cortina d'Ampezzo 2021 non ha completato lo slalom speciale. Il 4 febbraio 2023 ha conquistato il primo podio in Coppa del Mondo nello slalom speciale disputato a Chamonix (2º) partendo con il pettorale n. 45, divenendo il primo greco a ottenere un piazzamento tra i primi tre nella storia della Coppa del Mondo; ai Mondiali di Courchevel/Méribel 2023 ha vinto la medaglia d'argento nello slalom speciale, prima medaglia iridata per la Grecia negli sport invernali. Non ha preso parte a rassegne olimpiche.

### Altre attività
Durante i XXIV Giochi olimpici invernali di Pechino 2022 è stato commentatore sportivo di sci alpino per la rete televisiva statunitense NBC.

## Palmarès

### Mondiali
- 1 medaglia:
  - 1 argento (slalom speciale a Courchevel/Méribel 2023)

### Mondiali juniores
- 1 medaglia:
  - 1 bronzo (slalom speciale a Hafjell 2015)

### Coppa del Mondo
- Miglior piazzamento in classifica generale: 61º nel 2024
- 1 podio (in slalom speciale):
  - 1 secondo posto

### Coppa Europa
- Miglior piazzamento in classifica generale: 51º nel 2015
- 1 podio:
  - 1 secondo posto

### Nor-Am Cup
- Miglior piazzamento in classifica generale: 13º nel 2020
- 6 podi:
  - 2 vittorie
  - 2 secondi posti
  - 2 terzi posti

#### Nor-Am Cup - vittorie
| Data             | Località        | Paese       | Specialità |
| ---------------- | --------------- | ----------- | ---------- |
| 21 novembre 2019 | Copper Mountain | Stati Uniti | SL         |
| 3 febbraio 2020  | Mont-Édouard    | Canada      | SL         |

Legenda:

SL = slalom speciale

### Campionati statunitensi
- 3 medaglie:
  - 1 oro (slalom speciale nel 2017)
  - 1 argento (slalom speciale nel 2015)
  - 1 bronzo (slalom speciale nel 2018)

### Campionati greci
- 1 medaglia:
  - 1 oro (slalom speciale nel 2021)